# BL game
Boys' Love (BL) game (còn gọi là yaoi game) thường đề cập đến otome game hay H Game hướng đến các cặp đôi đồng tính nam cho thị trường nữ. Yếu tố quyết định là cả nhân vật người chơi và có thể là những đối tượng tình cảm đều là nam giới. Như với manga yaoi, thị trường lớn chỉ dành cho nữ giới; ngoài các BL game thích hợp thì khá nhiều otome game có nội dung đồng tính khác nhau. Trò chơi nhắm vào đối tượng nam đồng tính luyến ái còn được gọi là bara. Một phân tích năm 2006 của thị trường BL thương mại Nhật Bản ước tính tổng số khoảng 12 triệu yên hàng năm, riêng với trò chơi điện tử thu được 160 triệu yên mỗi tháng.
Có rất ít BL game được chính thức dịch sang tiếng Anh. Năm 2006, JAST USA thông báo họ sẽ phát hành Enzai thành Enzai: Falsely Accused, giấy phép đầu tiên của một BL game sang bản dịch tiếng Anh. Một số cộng đồng fan hâm mộ đã chỉ trích sự lựa chọn một tựa game u ám và không lãng mạn này như sự tiếp xúc đầu tiên của thị trường Mỹ với thể loại này. JAST USA sau đó được cấp phép cho tựa game Zettai Fukujuu Meirei dưới tiêu đề Absolute Obedience, trong khi Hirameki International được cấp phép Animamundi; các game sau đó dù không rõ ràng đã được kiểm duyệt phát hành tại Mỹ để nhận được phân loại "trưởng thành" hơn là "dành cho người lớn", nhằm bỏ bớt cả nội dung tình dục và bạo lực. Sự thiếu quan tâm của các nhà xuất bản trong việc cấp phép thêm nhiều tựa game được quy cho vi phạm bản quyền tràn lan của cả những game được cấp phép và không phép.

## Danh sách BL game
- 24-ji, Kimi no Heart wa Nusumareru ~Kaitou Jade~
- Absolute Obedience
- Akai Yoru Hoshi no Sasayaki wo Kike
- Animamundi
- Angel Knight
- Angel's Feather (minh họa bởi Kazue Yamamoto)
- Apocripha/0
- Artificial Mermaid ~Silver Chaos 2~
- Beniiro Tenjou Ayakashi Kitan
- Beniiro Tenjou Ayakashi Kitan - Beniten Ranamru Torimonochou
- Birdie ~Bokura no Ren'ai Shinrigaku~
- Boku no Kareshi wa Juliet
- Break Chance Memento
- Cafe Lindbergh ~Bokura no Ren'ai Shinrigaku 2~
- Celestine ~Hikari to Kage to Uchuu Kaizoku~
- Coming Out On Top
- Daylight
- DRAMAtical Murder
- DRAMAtical Murder re:connect[6]
- Dynamite Darling
- Enzai
- Fragrant Tale
- Gakuen Banchou
- Gakuen Heaven (minh họa bởi You Higuri)
- Gigolo
- Guisard ~Bokura wa Omoi wo Mi ni Matou~
- Guisard Shuffle ~Bokura wa Omoi wo Tokihanatsu~
- Hanamachi Monogatari (minh họa bởi Noboru Takatsuki)
- Kohitsuji Hokaku Keikaku! Sweet Boys Life (dựa rên một BL manga nguyên gốc của Kazuka Minami)
- Hotel Chronos
- Hunk's Workshop
- Hadaka Shitsuji
- Kannagi no Tori
- Kichiku Megane (minh họa bởi Fuhri Misasagi)
- Kuro no Tsuki
- Lamento ~Beyond the Void~
- Lasting Snow
- Laughter Land
- ＬＩＶＥｘＥＶＩＬ ~Shakunetsu no Edema~
- Lucky Dog 1
- Masqurade Jingoku Gakuen SO/DO/MU
- Miracle Heart
- Morenatsu (2)
- Mori no Kioku
- Nessa no Rakuen
- Omerta ~Chinmoku no Okite~
- Ore no Shita de Agake
- Oujisama Level 1
- PrinceXPrince
- Saikyou Darling
- Seikai Houretsuden
- Seraphim Spiral
- Silver Chaos
- Soshite Bokura wa
- Steal!
- Suits wo Nuida Ato...
- Suki na Mono wa Suki Dakara Shōganai!
- sweet pool
- Teikoku Sensenki
- Togainu no Chi
- Zettai Fukujuu Meirei